# Tiantsoa Rakotomanga Rajaonah
Tiantsoa Sarah Rakotomanga Rajaonah (Tolosa, 15 dicembre 2005) è una tennista francese.

## Carriera
Tiantsoa Sarah Rakotomanga Rajaonah ha vinto 4 titoli nel singolare e 4 titoli in doppio nel circuito ITF in carriera. Il 7 aprile 2025 ha raggiunto il best ranking in singolare alla 290ª posizione mondiale, mentre il 14 aprile 2025 ha raggiunto in doppio la 246ª posizione mondiale.
Rakotomanga Rajaonah è una discendente dai popoli del Madagascar.
Fa la sua prima apparizione in un Grande Slam al Roland Garros 2024 grazie ad una wildcard per le qualificazioni, dove è stata sconfitta nel primo turno dalla tedesca Eva Lys. Sempre grazie ad una wildcard, partecipa nel tabellone di doppio insieme alla connazionale Émeline Dartron, nel quale sono state estromesse all'esordio dalle russe Mirra Andreeva e Vera Zvonarëva.
Ha fatto il suo debutto nel circuito maggiore all'Open Rouen Métropole 2025, grazie ad una wildcard per le qualificazioni, che ha superato sconfiggendo la britannica Emily Appleton e la francese Jessika Ponchet. Nel suo primo main draw, ha la meglio sulla più quotata e testa di serie numero 7 Lucia Bronzetti e successivamente sulla romena Jaqueline Cristian. Al suo primo quarto di finale in carriera, cede alla tennista olandese Suzan Lamens in due set. Questo risultato, la proietta nelle prime 250 giocatrici della classifica mondiale.

## Statistiche ITF

### Singolare

#### Vittorie (4)
| Torneo $100.000 (0) |
| Torneo $80.000 (0)  |
| Torneo $60.000 (0)  |
| Torneo $40.000 (1)  |
| Torneo $25.000 (0)  |
| Torneo $15.000 (3)  |

| N. | Data             | Torneo                                           | Superficie      | Avversaria in finale | Punteggio     |
| 1. | 10 dicembre 2022 | Ciudad de Saladar, Valencia                      | Terra rossa     | Alba Rey García      | 6-3, 4-6, 6-3 |
| 2. | 17 dicembre 2023 | Internacional Feminino de Tenis Melilla, Melilla | Terra rossa     | Inês Murta           | 6-2, rit.     |
| 3. | 17 marzo 2024    | Internationaux de Gonesse, Gonesse               | Terra rossa (i) | Émeline Dartron      | 6-4, 6-3      |
| 4. | 25 agosto 2024   | Arequipa Open Copa Engie, Arequipa               | Terra rossa     | Jazmín Ortenzi       | 6-4, 6-4      |

#### Sconfitte (7)
| Torneo $100.000 (1) |
| Torneo $80.000 (0)  |
| Torneo $60.000 (0)  |
| Torneo $40.000 (2)  |
| Torneo $25.000 (1)  |
| Torneo $15.000 (3)  |

| N. | Data             | Torneo                                                 | Superficie      | Avversaria in finale | Punteggio         |
| 1. | 3 dicembre 2023  | Ciudad de Valencia, Valencia                           | Terra rossa     | Chantal Sauvant      | 4–6, 7–6(10), 3–6 |
| 2. | 10 dicembre 2023 | Ciudad de Saladar, Valencia                            | Terra rossa     | Ruth Roura Llaverias | 5-7, 2-6          |
| 3. | 24 marzo 2024    | Open du Havre, Le Havre                                | Terra rossa (i) | Alice Tubello        | 3-6, 6-1, 3-6     |
| 4. | 9 novembre 2024  | Internationaux de Villeneuve D'Ascq, Villeneuve-d'Ascq | Cemento (i)     | Émeline Dartron      | 2-6, 7-5, 3-6     |
| 5. | 2 marzo 2025     | Engie Open de Mâcon, Mâcon                             | Cemento (i)     | Sinja Kraus          | 0-6, 5-7          |
| 6. | 6 aprile 2025    | Bujumbura Open, Bujumbura                              | Terra rossa     | Sada Nahimana        | 3-6, 2-6          |
| 7. | 15 giugno 2025   | Engie Open Biarritz Pays Basque, Biarritz              | Terra rossa     | Mayar Sherif         | 5-7, 4-6          |

### Doppio

#### Vittorie (4)
| Torneo $100.000 (0) |
| Torneo $80.000 (0)  |
| Torneo $60.000 (1)  |
| Torneo $40.000 (0)  |
| Torneo $25.000 (1)  |
| Torneo $15.000 (2)  |

| N. | Data            | Torneo                                      | Superficie      | Compagna              | Avversarie in finale                  | Punteggio         |
| 1. | 2 dicembre 2023 | Ciudad de Valencia, Valencia                | Terra rossa     | Martina Genis Salas   | Enola Chiesa Alessandra Mazzola       | 2–6, 6–2, [10–8]  |
| 2. | 23 marzo 2024   | Open du Havre, Le Havre                     | Terra rossa (i) | Elena Ruxandra Bertea | Bojana Marinković Antonia Schmidt     | 7-5, 6-1          |
| 3. | 11 maggio 2024  | Open Saint-Gaudens Occitanie, Saint-Gaudens | Terra rossa     | Émeline Dartron       | Estelle Cascino Carole Monnet         | 6-3, 1-6, [12-10] |
| 4. | 17 agosto 2024  | Arequipa Open Copa Engie, Arequipa          | Terra rossa     | Dana Guzmán           | Alicia Herrero Liñana Gabriella Price | 3–6, 6–4, [10–6]  |

#### Sconfitte (3)
| Torneo $100.000 (0) |
| Torneo $80.000 (0)  |
| Torneo $60.000 (1)  |
| Torneo $40.000 (2)  |
| Torneo $25.000 (0)  |
| Torneo $15.000 (0)  |

| N. | Data           | Torneo                                      | Superficie  | Compagna        | Avversarie in finale                  | Punteggio        |
| 1. | 24 agosto 2024 | Arequipa Open Copa Engie, Arequipa          | Terra rossa | Lian Tran       | Lucciana Pérez Alarcón Jazmin Ortenzi | 7-5, 3-6, [1-10] |
| 2. | 5 aprile 2025  | Bujumbura Open, Bujumbura                   | Terra rossa | Émeline Dartron | Julia Adams Anna Ureke                | 1-6, 2-6         |
| 3. | 10 maggio 2025 | Open Saint-Gaudens Occitanie, Saint-Gaudens | Terra rossa | Émeline Dartron | Gabriela Knutson Anna Sisková         | 2-6, 2-6         |